# Michael Bang

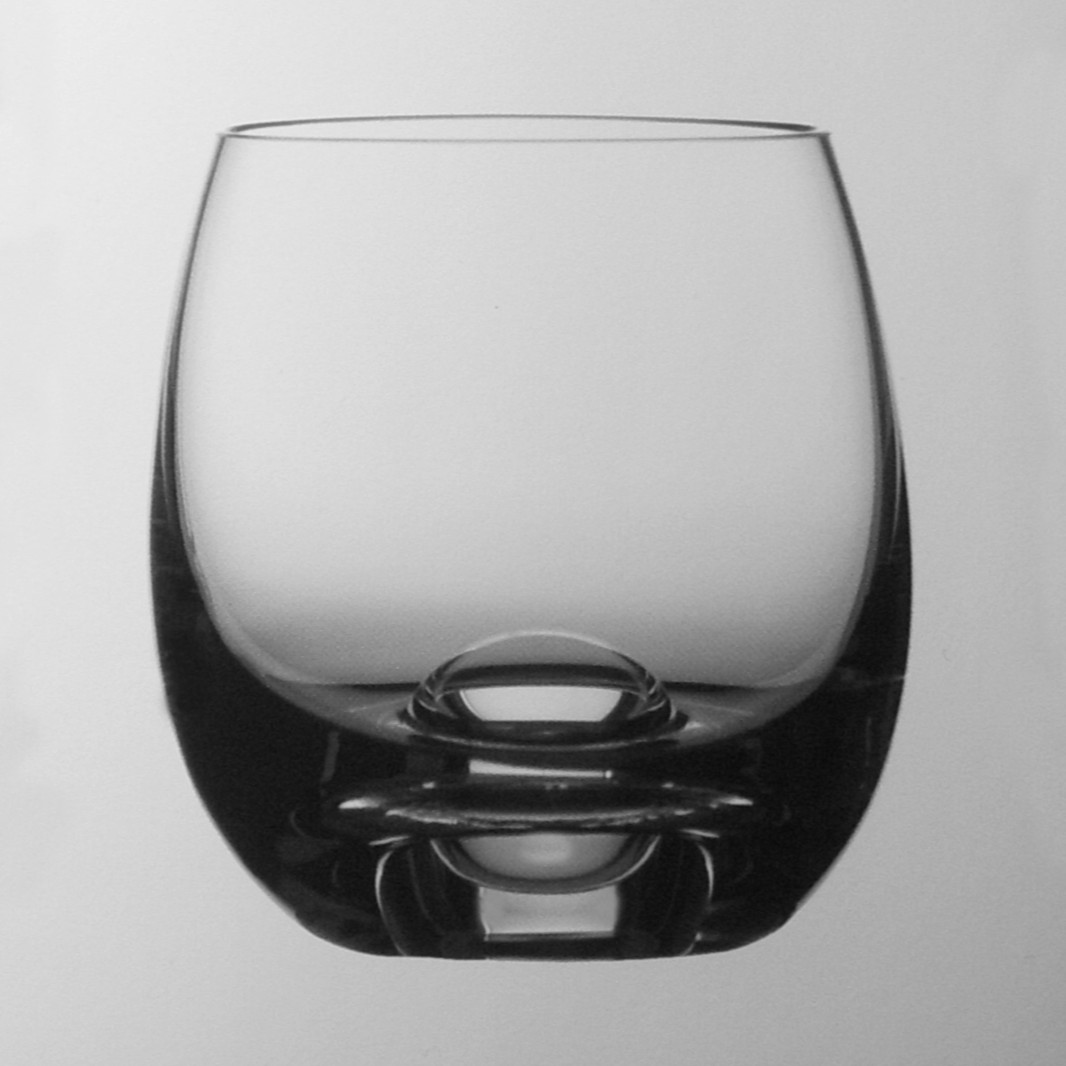
Glas ur servisserien Platina från Holmegaard Glasværk, 2000

Michael Bang, född 1942, död 2013, var en dansk formgivare. Han var son till glasformgivaren Jacob E. Bang. 
Han började arbeta på Bjørn Wiinblads verkstad i Köpenhamn och ett par år senare på Den Kongelige Porcelænsfabrik i Köpenhamn. Han formgav glas på Ekenäs bruk i Sverige 1966–1968 och var från 1968 anställd på Holmegaard Glasværk i Köpenhamn. Där utvecklade han från 1969 för Fyens Glasværk i Odense Palet, en serie  med kryddglas, vaser, burkar, salt- och sockerströare och skålar, som blev en av Holmegaardgruppens mest kända designprodukter. Palet görs i överfångsglas, ett glas i dubbla lager med luft emellan och i bjärta färger, typiska för 1970-talet. På Holmegaard formgav han också glasservisserierna Fontaine från 1987 och Platina från 2000, den senare med en karakteristisk luftbubbla i botten. 
Michael Bang har också formgivit lampor som vägglampetten Astronaut från 1970, som blåstes i ett stycke i enfärgat vitt eller orange opalglas.